# Ga Gaksan
Ga Gaksan là ga của Tàu điện ngầm Daegu tuyến 1 ở Sinseo-dong, quận Dong, Daegu, Hàn Quốc.
Có nhiều cửa hàng nằm xung quanh đó. Đi vào khu dân cư Dongho, bạn có thể đến Gumgang-dong.

## Liên kết
- DTRO ga ảo[liên kết hỏng]